# Noël de Mille
Noël James de Mille (geboren am 29. November 1909 in Québec; gestorben am 6. März 1995 in Debenham, England) war ein kanadischer Ruderer.

## Karriere
Noël de Mille und Charles Edward Pratt vertraten Kanada bei den Olympischen Spielen 1932 in Los Angeles im Doppelzweier. Dort erreichten von fünf gestarteten Booten vier das Finale. Die beiden Kanadier gewannen ihren Vorlauf vor den Italienern und den Brasilianern. Im Finale siegten Kenneth Myers und William Gilmore aus den Vereinigten Staaten vor dem deutschen Boot mit Herbert Buhtz und Gerhard Boetzelen. Dahinter gewannen die Kanadier die Bronzemedaille vor den Italienern. Noël de Mille ruderte im Vancouver Rowing Club.
Noël de Mille diente im Zweiten Weltkrieg als Offizier in der Royal Air Force. Danach lebte er in Glasgow, wo er bis zu seinem Ruhestand eine Firma für Haushaltsgeräte betrieb. Unter anderem hielt er ein Patent auf einen neuartigen Kartoffelschäler.